# Transmediale
transmediale è un festival di arte e cultura digitale che si tiene a Berlino.

## Storia
Il festival nacque nel 1988 come mostra cinematografica sul tema dell'arte contemporanea. Inizialmente fu diretto da Micky Kwella che lo guidò fino al 2000. Nel 2001 il nuovo direttore Andreas Broeckmann introdusse il filone della software art, portando il festival ad essere un punto di riferimento in questo settore. Introduce inoltre la pratica di attribuire ad ogni edizione del festival un titolo ed una tematica. Dal 2008 al 2011 il festival è stato diretto da Stephen Kovats. Dal 2012 fino ad oggi il direttore artistico è Kristoffer Gansing. Dal 2005 la manifestazione riceve un importante finanziamento dalla Kulturstiftung des Bundes (Fondazione culturale federale tedesca).

## Edizioni
- - transmediale.01 : Do it Yourself!
  - transmediale.02 : Go Public!
  - transmediale.03 : Play Global!
  - transmediale.04 : Fly Utopia!
  - transmediale.05 : Basics
  - transmediale.06 : Reality Addicts
  - transmediale.07 : Unfinish!
  - transmediale.08 : Conspire...
  - transmediale.09 : Deep North
  - transmediale.10 : Futurity Now!
  - transmediale.11 : Response:ability
  - transmediale 2k+12 in/compatible
  - transmediale 2013 BWPWAP
  - transmediale 2014 afterglow
  - transmediale 2015 CAPTURE ALL
  - transmediale/conversationpiece 2016

## Premio Transmediale
Il festival comprendeva fino all'edizione del 2011 un concorso per Arte e Media. Il Premio fino al 2004 prevedeva tre categorie: software, immagine e interazione, dal 2005 vi è un'unica categoria.

## DISK/CTM
Parallelamente al festival Transmediale si svolge il DISK/CTM organizzato dal Club Transmediale, in cui vengono proposti concerti ed Arti visive. Fondato nel 1999, il festival originariamente concentrato sulla musica elettronica, si propone oggi sotto lo slogan "festival for adventurous music and related visual arts".